# Sucre (kommun i Colombia, Sucre, lat 8,83, long -74,75)
Sucre är en kommun i Colombia.   Den ligger i departementet Sucre, i den norra delen av landet, 500 km norr om huvudstaden Bogotá. Antalet invånare är 22 463. Arean är 1 111 kvadratkilometer.
Terrängen i Sucre är mycket platt.